# 호서남초등학교
호서남초등학교는 대한민국 경상북도 문경시 흥덕동에 있는 공립 초등학교다.

## 연혁
- 1922년 6월 21일 설립인가
- 1923년 5월 12일 호서남공립보통학교(4년제 2학급) 개교
- 1926년 3월 31일 6년제 5학급 인가
- 1938년 4월 1일 호서남공립심상소학교로 개칭
- 1941년 4월 1일 호서남공립국민학교로 개칭
- 1972년 6월 1일 특수학급 신설(1학급)
- 1996년 3월 1일 호서남초등학교로 개칭
- 2010년 6월 1일 행정동앞 소공원 조성
- 2010년 11월 25일 교사동 및 다목적강당(돈달관)신축
- 2010년 11월 30일 교훈탑 제막
- 2012년 4월 13일 운동장 서편 학교숲 조성
- 2012년 4월 18일 운동장 차양막 설치
- 2012년 11월 19일 호서남 역사관 설치
- 2013년 3월 5일 기상대 설치
- 2013년 9월 1일 제38대 장병철 교장 취임
- 2016년 2월 18일 제91회 졸업식(122명)
- 2016년 3월 2일 초등 26학급 편성(특수학급 1학급 포함), 병설유치원 6학급(특수 2학급편성)
- 2017년 2월 17일 제92회 졸업식(116명)
- 2017년 3월 2일 초등 25학급 편성(특수학급 1학급 포함), 병설유치원 6학급(특수 2학급편성)

## 학교 상징
- 교화 - 박태기 : 이른 봄 조그마한 꽃들이 앙상한 가지 위에 옹기종기 피는 박태기처럼 서로 돕고 뭉치는 호서남 어린이
- 교목 - 향나무 : 사철 푸르게 자라고 은은한 향기를 품는 향나무와 같이 향기로운 마음씨를 가지는 호서남 어린이

## 참고 자료
- 호서남초등학교 - 한국교육학술정보원 학교알리미